# Dean Paul Martin
Dean Paul Martin (Santa Mônica, 17 de novembro de 1951 – San Gorgonio, 21 de março de 1987) foi um ator e cantor norte-americano.

## Biografia
Filho do cantor e ator Dean Martin, foi o "Dino" do grupo de música pop Dino, Desi, & Billy. Tinha apenas treze anos quando, junto a Desi Arnaz Jr. William "Billy" Hinsche formaram o trio. Voltado para as garotas adolescentes, o grupo fez relativo sucesso entre 1965 e 1968.
Mais tarde voltou a usar seu nome de batismo. Fez também sucesso na modalidade júnior, como jogador de tênis, chegando a competir em Wimbledon, e como ator. Atuou no filme  Players, de 1979, pelo qual foi indicado ao Golden Globe Award como jovem ator revelação. Protagonizou a série de televisão, Misfits of Science, que durou uma temporada, entre 1985-86.
Martin era um aficionado por aviões. Obteve seu brevê com dezesseis anos e, em 1981, foi admitido como piloto da Guarda Nacional dos Estados Unidos da América, na California Air.
Martin morreu em 1987, aos 35 anos, quando seu avião F-4 Phantom chocou-se contra as montanhas San Bernardino, durante uma nevasca, matando também o seu auxiliar, Ramon Ortiz. O cantor Dean Martin jamais se recuperou da perda do filho, retirando-se do show business após o acidente.
Dean Paul Martin era divorciado da atriz Olivia Hussey, mãe de seu filho Alexander, e casado com a medalhista de ouro de patinação olímpica Dorothy Hamill.